# Belišće
Belišće (Hongaars: Belistye; Servisch: Белишће) is een industriële stad in Kroatië. De stad ligt in het Kroatische Slavonië en aan de rivier de Drava, zo'n 6 kilometer ten noorden van Valpovo en dicht bij de Hongaarse grens. Er woonden in 2001 7197 mensen in de stad en 11.786 in de gemeente.
De belangrijkste werkgevers zijn de landbouw, bosbouw, houtprocessie (zaagmolens, chemische en mechanische houtprocessie), inpakken in kartonnen dozen, metaalindustrie, en de processie van chemische en synthetische producten. Door economische moeilijkheden zijn er in Belišće veel ontslagen gevallen bij het bedrijf Kombinat.
De invloedrijke familie Gutmann heeft in de 19e eeuw en 20e eeuw ook haar sporen nagelaten in de regio rond Belišće. De regio bevatte eens vele Slovonische eikenbossen, maar deze werden veelal verplaatst om plaats te maken voor boerenland. Een gedeelte van de arbeiderswoningen, gebouwd in 1884 op verzoek van Salamon H. Gutmann, kan nog steeds teruggevonden worden in de stad.
De belangrijkste vrijetijdsbestedingen zijn vissen in de rivier de Drava en jagen in de nabije gebieden.
In het verleden woonden er in de grensstad ook veel Hongaren, in 1910 maakten ze 36% van de bevolking uit. Nadat Kroatië lang onder Hongaars bestuur had gestaan werd het in 1920 onderdeel van Joegoslavië. Het aantal Hongaren in de stad nam daarna stapsgewijs af. In 2011 maakten ze nog 3 procent uit van de totale bevolking.
Steden (gradovi): Osijek · Beli Manastir · Belišće · Donji Miholjac · Đakovo · Našice · Valpovo

Gemeenten (općine): Antunovac · Bilje · Bizovac · Čeminac · Čepin · Darda · Donja Motičina · Draž · Drenje · Đurđenovac · Erdut · Ernestinovo · Feričanci · Gorjani · Jagodnjak · Kneževi Vinogradi · Koška · Levanjska Varoš · Magadenovac · Marijanci · Petlovac · Petrijevci · Podgorač · Podravska Moslavina · Popovac · Punitovci · Satnica Đakovačka · Semeljci · Strizivojna · Šodolovci · Trnava · Viljevo · Viškovci · Vladislavci · Vuka